# Talítrids
Els talítrids (Talitridae) són una família de crustacis amfípodes que inclou la puça de mar (Talitrus saltator), espècie molt abundant a les platges d'Europa, incloent-hi els Països Catalans. Generalment són detritívors.

## Taxonomia
La família Talitriade inclou tres subfamílies i nombrosos gèneres:
Subfamília Floresorchestiinae Myers & Lowry, 2020
- Gènere Austropacifica Lowry & Springthorpe, 2019
- Gènere Floresorchestia Bousfield, 1984
- Gènere Gazia Lowry & Springthorpe, 2019

Subfamília Pseudorchestoideinae Myers & Lowry, 2020
- Gènere Americorchestia Bousfield, 1991
- Gènere Asiaorchestia Lowry & Myers, 2019
- Gènere Britorchestia Lowry & Bopiah, 2012
- Gènere Persianorchestia Momtazi et al., 2017
- Gènere Pseudorchestoidea Bousfield, 1982
- Gènere Sardorchestia Ruffo, 2004

Subfamília Talitrinae Rafinesque, 1815
- Gènere Africorchestia Lowry & Coleman, 2011
- Gènere Amphiatlantica Lowry & Myers, 2019
- Gènere Aokiorchestia Morino, 2020
- Gènere Atlantorchestoidea Serejo, 2004
- Gènere Australorchestia Serejo & Lowry, 2008
- Gènere Bellorchestia Serejo & Lowry, 2008
- Gènere Bulychevia Lowry & Myers, 2019
- Gènere Caecorchestia Hegna & Lazo-Wasem, 2020
- Gènere Canariorchestia Lowry & Myers, 2019
- Gènere Capeorchestia Lowry & Baldanzi, 2016
- Gènere Cariborchestia Smith, 1998
- Gènere Chelorchestia Bousfield, 1984
- Gènere Chevreuxiana Lowry & Myers, 2019
- Gènere Chroestia Marsden & Fenwick, 1984
- Gènere Clippertonia Lowry & Myers, 2019
- Gènere Cryptorchestia Lowry & Fanini, 2013
- Gènere Dallwitzia Lowry & Myers, 2019
- Gènere Defeo Lowry & Myers, 2019
- Gènere Derzhavinia Lowry & Myers, 2019
- Gènere Deshayesorchestia Ruffo, 2004
- Gènere Ditmorchestia Morino & Miyamoto, 2015
- Gènere Ezotinorchestia Morino & Miyamoto, 2016
- Gènere Galaporchestia Lowry & Myers, 2019
- Gènere Gondwanorchestia Lowry et al., 2020
- Gènere Hermesorchestia Hughes & Lowry, 2017
- Gènere Houlia Lowry & Myers, 2019
- Gènere Indiorchestia Lowry & Myers, 2019
- Gènere Kaalorchestia Lowry & Myers, 2019
- Gènere Kokuborchestia Morino & Miyamoto, 2015
- Gènere Laniporchestia Lowry & Myers, 2019
- Gènere Lanorchestia Miyamoto & Morino, 2010
- Gènere Leptorchestia Morino, 2020
- Gènere Lowryella Morino & Miyamoto, 2016
- Gènere Macarorchestia Stock, 1989
- Gènere Megalorchestia Brandt, 1851
- Gènere Mexorchestia Wildish & LeCroy, 2014
- Gènere Minamitalitrus White et al., 2013
- Gènere Miyamotoia Morino, 2020
- Gènere Mizuhorchestia Morino, 2014
- Gènere Morinoia Lowry & Myers, 2019
- Gènere Nipponorchestia Morino & Miyamoto, 2015
- Gènere Notorchestia Serejo & Lowry, 2008
- Gènere Opunorchestia Lowry & Myers, 2019
- Gènere Orchestia Leach, 1814
- Gènere Orchestoidea Nicolet, 1849
- Gènere Paciforchestia Bousfield, 1982
- Gènere Palmorchestia Stock & Martin, 1988
- Gènere Pickorchestia Lowry & Myers, 2019
- Gènere Pictonorchestia Lowry & Springthorpe, 2021
- Gènere Platorchestia Bousfield, 1982
- Gènere Pyatakovestia Morino & Miyamoto, 2015
- Gènere Sinorchestia Miyamoto & Morino, 1999
- Gènere Speziorchestia Lowry & Myers, 2019
- Gènere Talitrus Latreille, 1802
- Gènere Talorchestia Dana, 1852
- Gènere Tethorchestia Bousfield, 1984
- Gènere Tongorchestia Lowry & Bopiah, 2013
- Gènere Transorchestia Bousfield, 1982
- Gènere Traskorchestia Bousfield, 1982
- Gènere Trinorchestia Bousfield, 1982
- Gènere Tropicorchestia Lowry & Springthorpe, 2015
- Gènere Vallorchestia Lowry, 2012
- Gènere Vietorchestia Dang & Le, 2011
- Gènere Yamatorchestia Takahashi & Morino, 2020